# Lento Goffi
Lento Goffi (* 15. November 1923 in Chiari; † 14. Januar 2008 in Brescia) war ein italienischer Lyriker und Literaturkritiker.

## Leben
Er wurde 1923 in eine antifaschistische Familie hineingeboren, besuchte das Liceo Arnaldo in Brescia und schloss sein Studium der modernen Literatur an der Universität Mailand ab. Später lehrte er an einigen Instituten in Brescia. Er hat unter anderem in der Zeitschrift Il Bruttanome  veröffentlicht. Goffi war mit Elisa Marchina verheiratet; sie hatten einen Sohn.
Goffi war ein aktives Mitglied der Linea Lombarda in der vierten Generation, die sich ab Ende des 19. Jahrhunderts in der Lombardei entwickelte und in den ersten drei Vierteln des 20. Jahrhunderts florierte.
Goffi starb 2008 in einer Altenpflegeeinrichtung in Brescia.

## Werke
- 1962: Lunarietto (Il Bruttanome)
- 1964: Cinque poesie e una prosa (Sigma)
- 1968: Dalla Marca d’Oriente (Scheiwiller)[4]
- 1971: Un’isola, sì con sei incisioni di Franca Ghitti (L.N.C.)
- 1974: Evasivamente flou (Libri Scheiwiller)
- 1979: Cronachetta con sei incisioni di Franca Ghitti (Scheiwiller)
- 1981: Un sabato di febbraio (Società di poesia)[5]
- 1984: L’attimo incolore con tre acqueforti di Giovanni Repossi (Il Farfengo)
- 1986: Diario per l'assente (Lo Specchio,  Mondadori)
- 1991: L’amata Phegea (La Quadra)
- 1994: Per orbite interne (La Quadra)